# Les Quatre Fantastiques : Flame On
Les Quatre Fantastiques : Flame On (Fantastic Four: Flame On)  est un jeu vidéo d'action édité par Activision et développé par Torus Games. Le jeu est adapté du film du même nom réalisé par Tim Story sorti en 2005 et se centre sur le personnage de La Torche humaine.